# IMovie
Az iMovie az Apple eszközön – számítógép, iPad és iPhone – futó videó–vágó, –szerkesztő szoftver. Az iMovie 2003. januárjától az Apple iLife alkalmazás-csomagjának tagja volt. Használatával az otthoni, nem professzionális videó-szerkesztés, -vágás végezhető el. A program első verziója 1999-ben jelent meg. az Apple a '08-as (2008-ban) verzió kibocsátásakor oly mértékben átírta a programot, hogy annak mindössze a neve maradt meg, még az ikonját is lecserélte. A '08-as iMovie megosztotta a felhasználókat, sokan hiányoltak olyan funkciókat, amelyet a korábbi változat ismert. A '09-es verzió megjelenésével az Apple visszaírt jó néhány elveszett funkciót. A '11-es verzióban egyszerűbbé vált a hangszerkesztés, tucatnyi egykattintásos filmeffekt vált alkalmazhatóvá, új sablonokkal mozi-előzetes (trailer), hír- és sport-műsor készíthető. A 2020-as években az Apple előbb fejlesztette az iOS alatt futó iMovie verziót, a Maces csak követi ezt. A két operációs rendszeren futó verziók tudása néha eltér. A két verzió néhány tekintetben nem kompatibilis egymással.

## A legújabb iMovie (10.x) macOS alatt
Az iMovie 10.0-t 2013. október 22-én mutatta be az Apple. Az iMovie-t ismét újraírták. A kész filmet több közösségi platformra lehetett feltölteni a korábbiakhoz képest, az iOS-es verzióban már létező filmelőzetes témák érkeztek a macOS változatba. Egyszerűbbé lett a kép–a–képben készítés, kivágás, valósághűbb zöld maszkolás. Mivel ez a verzió nem volt kompatibilis az iMovie 9-cel létrehozott projektekkel, az iMovie 10-re való frissítéskor a korábbi munkaanyagok átkerültek egy mappába, onnan viszont felhasználhatók voltak.
Az iMovie 10.1 2015. október 13-án jelent meg. Támogatta a 4K-s videószerkesztést. A jelentős felhasználói felület átalakításának számos funkció is áldozatul esett. Az iMovie 10.1 későbbi frissítései javították a hibákat és fokozatosan – az Apple-re jellemző módon újdonságként – visszakerültek az elveszett funkciók.
A 2020. november 12-én megjelent iMovie 10.2 natívan kompatibilis lett az Apple M1 processzoros Macintosh számítógépekkel.
Az iMovie 10.3 és újabb frissítései Cinematic Mode, Magic Movie és Storyboard támogatását hoztak, és javították a teljesítményt. A 10.3-as és újabb verziókhoz macOS 11 Big Sur szükséges.

## iMovie iOS alatt
A 2010-es Apple Fejlesztői Konferencián (WWDC) Steve Jobs bejelentette, hogy az iMovie elérhető lesz iOS-en, a Maces verzióhoz hasonló tudással. Az első iPhone-verzió 2010. június 23-án jelent meg, és csak az egyidejűleg kiadott iPhone 4-gyel. Az iPades verzió 2011. március 11-én jelent meg, az iPad 2 bemutatkozása napján. Az iMovie 4K felbontást támogatást kapott a 2.2-es verzióban.
A 2022 áprilisában megjelent iMovie 3 bemutatták az előre elkészített sablonokat (Storyboards), amelyek leegyszerűsítik a filmkészítési folyamatot. Elérhető lett a Magic Movie funkció, amely a kiválasztott klipekből egy kattintásra készít videót, feliratokat és átmeneteket adva hozzájuk.

## Mit tud az iMovie?
- Az iMovie képes bedigitalizálni a Macintoshoz csatlakoztatott videokamerák felvételeit, az ismertebb kamerák esetében ehhez nem szükséges külön szoftver letöltése vagy telepítése. A bedigitalizált videók eseményekbe szervezhetők, adott részletek megjelölhetők kedvencként, kulcsszavazhatók. Az iMovie automatikusan eléri és szerkesztésre felkínálja az iPhoto-ban, az Aperture-ben vagy a Photo Boothban tárolt videókat is.
- Az iMovie-ban látható filmek felületén mozgatva az egeret (skimming) belenézhetünk a filmbe.
- Az iMovie-val felváltva több film szerkeszthető. Egy film addig szerkeszthető, amíg a hozzá tartozó project állományt nem töröljük.
- Rázkódás-mentesítés.
- A szerkesztés során lehetséges a videók sorrendjének szabad megválasztása, a videók képkocka pontos megvágása.
- A videó effektezhető, de csak az iMovie '11 által kínált megoldások választhatók (a '08 előtti verziókhoz léteztek külső effekt-bővítmények is).
- A videó sebesség állítható 12,5%-800% között, megfordítható a lejátszás iránya (a hangé is).
- Az iTunes (GarageBand, Logic Pro) zenék-, az iMovie és iLife hangeffektusok felhasználása. Az iMovie egy filmsávot és több hangsávot képes kezelni - a "sávok" megjelenése erősen eltér az általános filmvágásra jellemző sávtól.
- Az iPhoto (Aperture, Photo Booth) képek videóvá alakíthatók, átméretezhetők, Ken Burns effektezhetők.
- Feliratozásra csak az iMovie '11 által kínált megoldások választhatók (a '08 előtti verziókhoz léteztek külső feliratozás-bővítmények is).
- Videók közti áttűnésre csak az iMovie '11 által kínált megoldások választhatók (a '08 előtti verziókhoz léteztek külső áttűnés-bővítmények is).
- Indulási és végpont megadásával az iMovie térképanimáció-videót készít, amely effektezhető, módosítható.
- Kép-a-képben effekt.
- Greenbox, bluebox. (Zöld vagy kék háttérű felvétel esetén a zöld/kék hátteret az iMovie "elfelejti", ott másik videó képe látható.)
- Videó és hang szétválasztása.
- A kész film feltölthető a YouTube-ra, Vimeo-ra, Facebook-ra, CNN iReporter-be és a MobileMe-re, kimenthető önálló állományként (a QuickTime tudásának megfelelően), továbbvihető Final Cut Pro szerkesztéshez.
- A kész film az iTunes használatával tölthető át iPodra, iPhone-ra, AppleTV-re vagy iPadre.
- A film-stílusokat lefedő 15 sablon használatával mozi-előzetest (trailer) készíthetünk. Az előzetes forgatókönyv feliratai magyaríthatók, a klipek sorrendje, hossza nem szerkeszthető.
- A mozi-előzetes készítését (is) segíti a People Finder, amely a bedigitalizált klipet kielemezve megjelöli a különböző kamera-beállításokat (félközeli, totál ...), és a képen szereplő emberek számát (egy, kettő, pár, sok, tömeg ...). A mozi-előzetes készítésénél az iMovie adott beállításnak vagy szereplő-számnak megfelelő klipet igényel.
- Sport-tudósítás és híradó sablon használatával professzionális megjelenésű műsor készíthető.
- A klipek hang-szerkesztése a '11-es verzióban vált lehetővé. Klip részlet hangereje is módosítható, ahogy az összes olyan elemé, amely hangot tartalmaz.

## iMovie iOS alatt
Az Apple iOS-t futtató eszközön - iPad, iPhone-ok (4-es verziótól) és iPod touch - elérhető az iMovie iOS-re optimalizált verziója. Ez a verzió kevesebbet tud, mint az OS X alatt futó iMovie. A két iMovie csak korlátozottan képes adatcserére, jellemzően az iOS eszközzel felvett szerkeszthető tovább a Maces iMovie-val.
Az iPhone 5s és iPhone 5c bemutatását követően az iMovie iOS verziója ingyen letölthető az új készülékekre (iOS7 alá).

## Videók az iMovie '11  használatáról
- Az iMovie '11 újdonságai magyarul (rövid 2:38)
- Az iMovie '11 újdonságai magyarul (hosszú 7:48)

## Videók az iPades iMovie-ról
- iMovie az iPaden, magyarul (3:16)
- iPades iMovie főcímek bemutatása (1:03)

## Verziók
| Verzió            | Bejelentés dátuma  | Megjelenés módja                                                                                               | Operációs rendszer | Egyéb                                             |
| ----------------- | ------------------ | --- | ------------------ | ------------------------------------------------- |
| iMovie            | 1999. október 5.   | Az iMac DV gépen, később ingyen letölthető                                                                     | Mac OS 8.6 és OS 9 |                                                   |
| iMovie 2          | 2000. július 9.    | FireWire-ös Macekkel, majd külön megvásárolható, végül a Mac OS X mellett kerül a gépre.                       | Mac OS 9 és OS X   |                                                   |
| iMovie 3          | 2003. január 7.    | Minden új Macre felkerül, az iLife részeként megvásárolható, utóbb ingyen letölthető                           | Mac OS X           | Az iLife csomag része                             |
| iMovie 4          | 2004. január 6.    | Minden új Macre felkerül, az iLife '04 részeként megvásárolható                                                | Mac OS X           | Az iLife '04 csomag része                         |
| iMovie HD 5       | 2005. január 6.    | Minden új Macre felkerül, az iLife '05 részeként megvásárolható                                                | Mac OS X           | Az iLife '05 csomag része                         |
| iMovie HD 6       | 2005. január 10.   | Minden új Macre felkerül, az iLife '06 részeként megvásárolható, az iLife '08 tulajdonosok ingyen letölthették | Mac OS X 10.3-10.6 | Az iLife '06 csomag része                         |
| iMovie '08        | 2007. augusztus 7. | Minden új Macre felkerül, az iLife '08 részeként megvásárolható                                                | Mac OS X 10.4-10.5 | Az iLife '08 csomag része. Teljesen átírt verzió. |
| iMovie '09        | 2009. január 27.   | Minden új Macre felkerül, az iLife '09 részeként megvásárolható                                                | Mac OS X 10.5-10.6 | Az iLife '09 csomag része                         |
| iMovie for iPhone | 2010. június 24.   | Az Apple App Store-ból megvásárolható                                                                          | iOS 4              |                                                   |
| iMovie '11        | 2010. október 20.  | Minden új Macre felkerül, az iLife '11 részeként megvásárolható                                                | Mac OS X 10.5-10.6 | Az iLife '11 csomag része                         |
| iMovie '11        | 2013. október 22.  | Minden új Macre felkerül                                                                                       | macOS 11           |                                                   |